# Terry Griffiths
Terrence Martin Griffiths, detto Terry (Llanelli, 16 ottobre 1947 – Llanelli, 1º dicembre 2024), è stato un giocatore di snooker gallese.
Campione del mondo 1979 e ritiratosi dal professionismo nel 1997, svolse poi l'attività di allenatore e commentatore televisivo.

## Biografia
Ex postino e conducente di autobus, ha avuto una lunga carriera da dilettante, vincendo il Welsh Amateur Championship nel 1975 e l'English Amateur Championship nel 1977 e 1978, prima di passare al professionismo.
Il suo primo incontro da professionista fu al UK Championship del 1978, nel quale perse nelle qualificazioni 8-9 contro Rex Williams malgrado fosse arrivato a condurre per 8-1
Tuttavia non poteva aspettarsi quello che sarebbe avvenuto nel Campionato mondiale del 1979. Dopo essersi qualificato sconfisse Perrie Mans negli ottavi e Alex Higgins nei quarti di finale. Intervistato dopo la vittoria in una lunga semifinale su Eddie Charlton, improvvisamente realizzò quello che aveva fatto ed esclamò con il suo marcato accento gallese: "I'm in the final now, you know!". Nella finale sconfisse Dennis Taylor per 24–16 diventando campione del mondo al primo tentativo. Nello stesso anno fece parte del team del Galles che vinse l'edizione inaugurale del World Cup di snooker: lui, Ray Reardon e Doug Mountjoy batterono in finale l'Inghilterra per 14 a 3.
Il 1980 iniziò bene per Griffiths che vinse il Masters, sconfiggendo 9-5 Alex Higgins in finale di fronte a 2.323 spettatori al Wembley Conference Centre. Conquistò inoltre l'Irish Masters vincendo 9-8 contro Doug Mountjoy ma al campionato del mondo del 1980 fu vittima della tradizione della "maledizione del Crucible", non riuscendo a replicare il successo dell'anno precedente, sconfitto dall'emergente Steve Davis dal quale verrà battuto anche nella finale del 1988.
Dal 1990 ha iniziato a lottare per restare nei top 16 del ranking, ma ha ancora raggiunto la semi-finale del campionato del mondo 1992, con le vittorie su Bob Chaperon Bob, Neal Foulds e un giovane Peter Ebdon, ma perdendo contro Stephen Hendry. Dopo aver perso negli ottavi di finale al Crucible nel 1996, ancora una volta contro il suo vecchio rivale Davis (che non ha mai battuto al Crucible in 7 tentativi), ha subito annunciato il suo imminente ritiro.
Insolitamente per un giocatore di snooker, Griffiths si è ritirato quando era ancora nei top 32 e al 23º posto nel ranking; questo è avvenuto dopo il campionato mondiale del 1997, qualificandosi per giocare al Crucible un'ultima volta. Perse al primo turno finale contro il connazionale e debuttante Mark Williams, in un frame finale decisivo per 9–10. Con questo risultato ha giocato un totale di 999 frames al Crucible.